# Friedrich Hamann (Politiker)
Johann Friedrich Hamann (* 30. Januar 1782 in Großenberg; † 23. August 1831 ebenda) war ein deutscher Landwirt und waldeckischer Abgeordneter.

## Leben
Hamann war der Sohn des Vollmeiers Johann Friedrich Haman(n) (* 13. September 1747 in Großenberg; † 22. März 1816 ebenda) und dessen Ehefrau Engel Elisabeth geborene Klenke (getauft 19. Dezember 1751 in Großenberg; † 14. März 1822 ebenda). Er war evangelischer Konfession und heiratete am 16. Mai 1809 in Großenberg Anna Maria Elisabeth Klenke (getauft 24. Juni 1787 in Großenberg; † 15. Juli 1828 ebenda), die Tochter des Mittelköthner Johann Heinrich Klenke (* 8. Januar 1738 in Großenberg; † 25. April 1804 ebenda) und der Anna Catharina geborene Rese, aus Großenberg. Nach dem Tod der ersten Ehefrau heiratete er am 2. September 1830 in Großenberg Anne Marie von der Heide (* 28. Juni 1781 in Baarsen; † 17. März 1847 in Großenberg), die Witwe des Mittelköthners und Achtsmanns Johann Heinrich Frede und Tochter des Großköthner Johann Berndt (genannt Bernhard) von der Heide.
Der Sohn aus erster Ehe Friedrich Haman(n) (* 1. Februar 1812 in Großenberg; † 10. November 1845 ebenda), verstarb an den Folgen eines Sturzes von einem Balkon. Seine Witwe Johanne Catharine Elisabeth Louise Marie Käsemann (1823–1894) heiratete in zweiter Ehe August Steinmeyer.
Hamann war Vollmeier und Achtsmann in Großenberg.
Am 28. Januar 1814 erließ Fürst Georg Heinrich eine Verfassung, das Organisationsedikt. In dieser Verfassung vollzog Georg Heinrich die staatsrechtliche Vereinigung des Fürstentums Waldeck mit Pyrmont und wies an, dass nun auch vier Mitglieder aus Pyrmont den waldeckischen Landständen beigeordnet werden sollten. Zwei davon sollten Gutsbesitzer sein, einer aus dem Gewerbestand kommen und einer ein Vertreter des Gelehrtenstandes sein. Steinmeyer wurde als einer der beiden Vertreter des Gutsbesitzerstandes gewählt und nahm vom 13. Februar bis zum 3. Juli 1814 als Landstand am Landtag teil. Da Teil des Ergebnisses der Landtagsberatungen war, dass künftig keine Abgeordneten aus Pyrmont mehr bestimmt werden sollten, endete seine Funktion als Landstand mit dem Abschluss der Beratungen.